# Wiewióry
Wiewióry (Ratufinae) – podrodzina ssaków z rodziny wiewiórkowatych (Sciuridae).

## Zasięg występowania
Podrodzina obejmuje gatunki występujące w południowej i południowo-wschodniej Azji.

## Podział systematyczny
Do podrodziny należy jeden występujący współcześnie rodzaj:
- Ratufa J.E. Gray, 1867 – wiewióra

Opisano również rodzaj wymarły:
- Pseudoratufa Qiu Zhuding & Jin Changzhu, 2016 – jedynym przedstawicielem jest Pseudoratufa wanensis Qiu Zhuding & Jin Changzhu, 2016